# Football League Championship 2015-2016
L'edizione 2015-2016 della Football League Championship è il 113º campionato di calcio inglese di seconda divisione, il ventitreesimo sotto il formato attuale.
Al termine della stagione precedente sono state promosse direttamente in Premier League il Bournemouth e il Watford, arrivate rispettivamente 1ª e 2ª al termine della stagione regolare. Al termine dei Play-off, dopo aver raggiunto la 3ª posizione in classifica, ha raggiunto la promozione anche il Norwich City, facendo così immediato ritorno in Premier League.
Millwall (22ª), Wigan (23ª) e Blackpool (24ª) sono retrocesse in League One.
Al loro posto sono presenti le tre retrocesse dalla Premier League, che sono Hull City, Burnley e QPR, rispettivamente 18ª, 19ª e 20ª, e le tre neopromosse dalla League One: il Bristol City, il MK Dons direttamente, e il Preston N.E. dopo i play-off.

## Avvenimenti

### Cambiamenti di squadra dalla scorsa stagione

#### Dalla Championship
Promosse in Premier League
- Bournemouth
- Watford
- Norwich City

Retrocesse in League One
- Millwall
- Wigan
- Blackpool

#### In Championship
Retrocesse dalla Premier League
- Hull City
- Burnley
- QPR

Promosse dalla League One
- Bristol City
- MK Dons
- Preston N.E.

## Squadre partecipanti
| Squadra           | Città               | Stadio                 | Capacità | Allenatore              |
| ----------------- | ------------------- | ---------------------- | -------- | ----------------------- |
| Birmingham City   | Birmingham          | St Andrew's Stadium    | 30 079   | Gary Rowett             |
| Blackburn         | Blackburn           | Ewood Park             | 31 367   | Paul Lambert            |
| Bolton            | Bolton              | Macron Stadium         | 28 723   | Neil Lennon             |
| Brentford         | Londra (Hounslow)   | Griffin Park           | 12 763   | Dean Smith              |
| Brighton          | Brighton            | AMEX Community Stadium | 27 350   | Chris Hughton           |
| Bristol City      | Bristol             | Ashton Gate Stadium    | 21 804   | Steve Cotterill         |
| Burnley           | Burnley             | Turf Moor              | 22 702   | Sean Dyche              |
| Cardiff City      | Cardiff             | Cardiff City Stadium   | 33 000   | Russell Slade           |
| Charlton          | Londra (Greenwich)  | The Valley             | 27 111   | José Riga               |
| Derby County      | Derby               | Pride Park Stadium     | 33 502   | Darrel Wassel           |
| Fulham            | Londra (H.e Fulham) | Craven Cottage         | 25 700   | Slaviša Jokanović       |
| Huddersfield Town | Huddersfield        | Galpharm Stadium       | 24 500   | David Wagner            |
| Hull City         | Kingston upon Hull  | KC Stadium             | 25 404   | Steve Bruce             |
| Ipswich Town      | Ipswich             | Portman Road           | 30 311   | Mick McCarthy           |
| Leeds Utd         | Leeds               | Elland Road            | 39 402   | Steve Evans             |
| Middlesbrough     | Middlesbrough       | Riverside Stadium      | 34 998   | Aitor Karanka           |
| MK Dons           | Milton Keynes       | stadium:mk             | 22 000   | Karl Robinson           |
| Nottingham Forest | Nottingham          | City Ground            | 30 576   | Dougie Freedman         |
| Preston N.E.      | Preston             | Deepdale               | 23 408   | Simon Grayson           |
| QPR               | Londra (H.e Fulham) | Loftus Road            | 18 200   | Jimmy Floyd Hasselbaink |
| Reading           | Reading             | Madejski Stadium       | 24 161   | Brian McDermott         |
| Rotherham Utd     | Rotherham           | New York Stadium       | 12 021   | Neil Redfearn           |
| Sheffield Weds    | Sheffield           | Hillsborough Stadium   | 39 812   | Carlos Carvalhal        |
| Wolverhampton     | Wolverhampton       | Molineux Stadium       | 31 700   | Kenny Jackett           |

## Classifica finale
Fonte
|  | Pos. | Squadra           | Pt | G  | V  | N  | P  | GF | GS | DR  |
|  | ---- | ----------------- | -- | -- | -- | -- | -- | -- | -- | --- |
|  | 1.   | Burnley           | 93 | 46 | 26 | 15 | 5  | 72 | 35 | +37 |
|  | 2.   | Middlesbrough     | 89 | 46 | 26 | 11 | 9  | 63 | 31 | +32 |
|  | 3.   | Brighton          | 89 | 46 | 24 | 17 | 5  | 72 | 42 | +30 |
|  | 4.   | Hull City         | 83 | 46 | 24 | 11 | 11 | 69 | 35 | +34 |
|  | 5.   | Derby County      | 78 | 46 | 21 | 15 | 10 | 66 | 43 | +23 |
|  | 6.   | Sheffield Weds    | 74 | 46 | 19 | 17 | 10 | 66 | 45 | +21 |
|  | 7.   | Ipswich Town      | 69 | 46 | 18 | 15 | 13 | 53 | 51 | +2  |
|  | 8.   | Cardiff City      | 68 | 46 | 17 | 17 | 12 | 56 | 51 | +5  |
|  | 9.   | Brentford         | 65 | 46 | 19 | 8  | 19 | 72 | 67 | +5  |
|  | 10.  | Birmingham City   | 63 | 46 | 16 | 15 | 15 | 53 | 49 | +4  |
|  | 11.  | Preston N.E.      | 62 | 46 | 15 | 17 | 14 | 45 | 45 | 0   |
|  | 12.  | QPR               | 60 | 46 | 14 | 18 | 14 | 54 | 54 | 0   |
|  | 13.  | Leeds Utd         | 59 | 46 | 14 | 17 | 15 | 50 | 58 | -8  |
|  | 14.  | Wolverhampton     | 58 | 46 | 14 | 16 | 16 | 53 | 58 | -5  |
|  | 15.  | Blackburn         | 55 | 46 | 13 | 16 | 17 | 46 | 46 | 0   |
|  | 16.  | Nottingham Forest | 55 | 46 | 13 | 16 | 17 | 43 | 47 | -4  |
|  | 17.  | Reading           | 52 | 46 | 13 | 13 | 20 | 52 | 59 | -7  |
|  | 18.  | Bristol City      | 52 | 46 | 13 | 13 | 20 | 54 | 71 | -17 |
|  | 19.  | Huddersfield Town | 51 | 46 | 13 | 12 | 21 | 59 | 70 | -11 |
|  | 20.  | Fulham            | 51 | 46 | 12 | 15 | 19 | 66 | 79 | -13 |
|  | 21.  | Rotherham Utd     | 49 | 46 | 13 | 10 | 23 | 53 | 71 | -18 |
|  | 22.  | Charlton          | 40 | 46 | 9  | 13 | 24 | 40 | 80 | -40 |
|  | 23.  | MK Dons           | 39 | 46 | 9  | 12 | 25 | 39 | 69 | -30 |
|  | 24.  | Bolton            | 30 | 46 | 5  | 15 | 26 | 41 | 81 | -40 |

## Verdetti
- Burnley,  Middlesbrough e  Hull City promossi in Premier League 2016-2017.
- Bolton,  Charlton e  MK Dons retrocessi in Football League One 2016-2017.

## Playoff
Tabellone
|  | Semifinali     | Semifinali     | Semifinali | Semifinali | Semifinali |  |  | Finale         | Finale         | Finale |  |
|  |                |                |            |            |            |  |  |                |                |        |  |
|  | Sheffield Weds | Sheffield Weds | 2          | 1          | 3          |  |  |                |                |        |  |
|  | Brighton       | Brighton       | 0          | 1          | 1          |  |  | Sheffield Weds | Sheffield Weds | 0      |  |
|  | Derby County   | Derby County   | 0          | 2          | 2          |  |  | Hull City      | Hull City      | 1      |  |
|  | Hull City      | Hull City      | 3          | 0          | 3          |  |  |                |                |        |  |

### Semifinali
| Squadra 1      | Totale | Squadra 2 | Andata | Ritorno |
| -------------- | ------ | --------- | ------ | ------- |
| Sheffield Weds | 3 - 1  | Brighton  | 2 - 0  | 1 - 1   |
| Derby County   | 2 - 3  | Hull City | 0 - 3  | 2 - 0   |

### Finale
| Londra 28 maggio 2016, ore 17:00 WEST       | Sheffield Wednesday | 0 – 1     | Hull City | Wembley Stadium |
| \| \| \| \| \| \| Marcatori \| 72’ Diamé \| |                     |           |           |                 |
|                                             |                     |           |           |                 |
|                                             | Marcatori           | 72’ Diamé |           |                 |

## Statistiche e record

### Classifica marcatori[1]
| Gol |  |  | Giocatore           | Squadra           |
| --- |  |  | ------------------- | ----------------- |
| 25  |  |  | Andre Gray          | Burnley           |
| 21  |  |  | Ross McCormack      | Fulham            |
| 20  |  |  | Abel Hernández      | Hull City         |
| 19  |  |  | Jonathan Kodjia     | Bristol City      |
| 17  |  |  | Tomer Hemed         | Blackburn         |
| 17  |  |  | Nahki Wells         | Huddersfield Town |
| 16  |  |  | Jordan Rhodes       | Blackburn         |
| 15  |  |  | Moussa Dembélé      | Fulham            |
| 15  |  |  | Fernando Forestieri | Sheffield Weds    |
| 15  |  |  | Chris Martin        | Derby County      |
| 15  |  |  | Sam Vokes           | Burnley           |
| 14  |  |  | Alan Judge          | Brentford         |
| 14  |  |  | Lasse Vibe          | Brentford         |
| 13  |  |  | Gary Hooper         | Sheffield Weds    |
| 13  |  |  | Chris Wood          | Leeds Utd         |
| 12  |  |  | Tom Ince            | Derby County      |
| 11  |  |  | Nick Blackman       | Derby County      |
| 11  |  |  | Clayton Donaldson   | Birmingham City   |
| 10  |  |  | Charlie Austin      | QPR               |
| 10  |  |  | Tjaronn Chery       | QPR               |
| 10  |  |  | Daryl Murphy        | Ipswich Town      |
| 10  |  |  | Brett Pittman       | Ipswich Town      |
| 9   |  |  | Johnny Russell      | Derby County      |
| 9   |  |  | Benik Afobe         | Wolverhampton     |
| 9   |  |  | Mirco Antenucci     | Leeds Utd         |
| 9   |  |  | Nelson Oliveira     | Nottingham Forest |
| 9   |  |  | Mohamed Diamé       | Hull City         |
| 9   |  |  | Joe Mason           | Cardiff City      |

### Record
- Maggior numero di vittorie: Hull City (18)
- Minor numero di vittorie: Bolton (4)
- Maggior numero di pareggi: Blackburn e Cardiff City (13)
- Minor numero di pareggi: Rotherham Utd e Hull City (5)
- Maggior numero di sconfitte: Rotherham Utd (19)
- Minor numero di sconfitte: Brighton (4)
- Miglior attacco: Sheffield Weds (49 gol fatti)
- Peggior attacco: Blackburn e MK Dons (25 gol fatti)
- Miglior difesa: Middlesbrough (16 gol subiti)
- Peggior difesa: Charlton (57 gol subiti)
- Miglior differenza reti: Hull City (+28)
- Peggior differenza reti: Charlton (-31)
- Partita con maggiore scarto di gol: Hull City - Charlton 6-0
- Partita con più reti: Rotherham Utd - Ipswich Town 2-5, Fulham - Birmingham City 2-5, QPR - Bolton 4-3 (7)